# Contea di Gunnison
La contea di Gunnison, in inglese Gunnison County, è una contea dello Stato del Colorado, negli Stati Uniti. La popolazione al censimento del 2000 era di 13 956 abitanti. Il capoluogo di contea è Gunnison.

## Geografia
La contea si trova nel centro-ovest dello Stato. Si tratta di una contea scarsamente abitata e include diverse foreste nazionali e aree protette, tra cui la foresta nazionale di Gunnison. Si trova a ovest dello spartiacque continentale. I fiumi principali sono il Gunnison e il Tomichi.

### Contee confinanti
- Contea di Pitkin - nord
- Contea di Chaffee - est
- Contea di Saguache - sud-est
- Contea di Hinsdale - sud-ovest
- Contea di Ouray - sud-ovest
- Contea di Montrose - ovest
- Contea di Delta - ovest
- Contea di Mesa - nord-ovest

## Storia
L'area era abitata dai nativi Ute. La contea fu creata nel 1877 e fu chiamata così in onore dell'esploratore John W. Gunnison.

## Comuni
L'unica city è Gunnison, il capoluogo.
Nella contea si trovano anche alcune città fantasma, tra cui Crystal.

### Towns
- Crested Butte
- Marble
- Mount Crested Butte
- Pitkin